# Serguíyevskoye (Adiguesia)
Serguíyevskoye (en ruso: Сергиевское, en adigué:  ХьакІуцу станиц, Jakutsu stanits) es un pueblo selo del raión de Guiaguínskaya, en la república de Adiguesia de Rusia. Está situada 21 km al este de Guiaguínskaya y 29 km al nordeste de Maikop, capital de la república. Tenía 1 369 habitantes en 2010
Es cabeza del municipio homónimo, al que pertenecen asimismo Gueórguiyevskoye, Dnéprovski, Yekaterínovski, Kartsev, Kozopolianski, Koljozni, Krasni Pajar, Kurski, Mijelsonovski, Tambovski, Fársovski y Shishkinski.